# 火箭公主
《火箭公主》（日语：R·PRINCESS）是日本漫畫家安西信行的日本漫畫作品，也是他的出道連載作品，於週刊少年Sunday（小學館）1994年23號至1995年1號期間進行連載。單行本全3冊，廉價版全2冊，便利商店廉價版漫畫全1冊。該漫畫的內容以生化改造人大空小姬為故事軸心，採用一話完結形式的SF，屬於搞笑路線漫畫。

## 劇情簡介
大空小姬是背著火箭的生化改造人，因病故而接受人體改造。在她與父親『神秘科學家』大空大王搬入新家準備迎向新生活時，與熱血高中生石橋甘悟邂逅，從此發生以小姬為故事中心的出其不意、爆笑有趣平凡生活。

## 登場人物
（記載以初登場時排序）

### 大空家
大空小姬
16歲。12月8日出生，射手座，血型B型。1年桃班。
本作品女主角。皮耶魯學園轉學生。一見平凡普通的高中生，實際上是生化改造人，因此有異於常人般的體能和驚人的怪力。背上背著火箭「小小姬」雖然可自由飛行，但因為不習慣而經常失敗，同時也是她的重要寶物，成為眾人矚目的焦點。她與父親剛搬入新家只住一晚便發生火災後寄住石橋家。她喜歡很親切的人，與甘悟相處融洽，小姬暱稱叫她「小甘」。她開朗活潑的個性與天然呆特質，遇到難過的事情容易嚎啕大哭，看到喜歡的搞笑綜藝節目立刻哈哈大笑振作起來，喜歡吃的食物是糖果球「小珠珠」，同時是生化改造人補充能量的重要來源。她的興趣是睡覺和玩，特技是在空中飛翔，喜歡收集有鋸齒狀的十元硬幣、畫繪圖日記和表演連環圖畫劇。她在校園益智問答有全校一年級之中排名第一的驚人腦力。
另外她有生化人喝酒後會長貓耳、貓爪、只能說貓話的體質，要經過一天才會恢復。故事終盤一度陷入瀕死，甘悟為完成其夢想而背著火箭帶小姬飛上天，最後在一場從空中墜落的驚魂中奇蹟復活。小姬重新變回正常人類之後，器官再度恢復正常運作，而小小姬運作隨即停止，之後再也沒有背著小小姬。
大空大王
年齡不詳。小姬的父親。
他非常疼愛小姬，喜歡發明新奇的道具，是眾所周知的神秘科學家。R計畫（R是Revival（復活）的開頭簡寫，是一項依據科學的力量讓肉體一度死亡的人，能以改造人的方式復活的偉大計畫）的領袖。他成功替小姬移植人工心臟。在小姬與高山發明的機械獸對決後，將真相告訴高山：「其實R計畫並未研發完成，小姬之所以會活著並非接受改造人手術，而是靠她強烈的求生意志活下來的。」，讓高山感同深受。

### 石橋家
石橋 甘悟
16歲。8月18日出生，獅子座，血型O型。1年桃班。
本作品男主角。石橋家長男，皮耶魯學園打架No.1熱血高中生。他從小在家裡經常被姊姊們欺負，在爺爺刻端的教育下認為真正的男子漢是要靠打架來做決定的，讓母親為甘悟將來感到擔憂，也因此成為風紀股長古村的眼中釘。他有傻傻既單純的個性，擁有568戰568勝的不敗記錄。他首次輸給擁有驚人怪力的小姬而氣憤不已。在姊姊美甘的勸導下「你的力量不要只為你自己，要為保護別人而使用！像是成為可愛女孩子的騎士…」要成為保護小姬的騎士。不善長游泳。故事終盤回想國中時期每天以打架過日子的敗壞，直到與小姬等人認識之後知道自己漸漸在改變。為幫助小姬完成其夢想而背著火箭飛上天，最後在一場從空中墜落驚魂下奇蹟生還。他與阿瀧、小帝一樣不善長唸書，在校園益智問答時把美國首都誤答成紐約。
石橋甘吉
63歲。甘悟的爺爺，皮耶魯學園校長。他有豪快野放的個性，非常疼愛很強的人，喜歡發零用錢給強者。他以打架最強至上的觀念教導甘悟要成為全天下最強的男人，對甘悟的事情全全了解，是皮耶魯學園帶頭興風作浪的人。
石橋良枝
甘悟的母親，對教導甘悟打架是最強至上的甘吉感到困惑。
石橋美甘
23歲（最終回設為24歲）。11月23日出生，射手座，血型O型。石橋家長女，甘悟的大姊。
皮耶魯學園國文科老師（教現代國文）她。擁有成熟大姊身材，氣勢強悍，打架也很強，經常欺負甘悟。在小姬搬來同住後，教導甘悟做人的道理。另外她有在家喝牛奶一定要手插腰的習慣。
石橋伊代甘
19歲。石橋家次女，甘悟的二姊，大學生。她有想到什麼即從口出的個性，是個喜歡運動的戶外派。

### 皮耶魯學園學生
古村千里
17歲。7月28日出生，獅子座，血型B型。2年級。
學生會副會長兼風紀股長。她平常總是帶著長鞭。除了自己戴耳環外，對違反風紀者處以鞭刑，使大家都戒慎恐懼。她視甘悟為頭號大敵，對背著火箭的小姬須加緊注意而頭痛不已，暗戀學生會會長。她是在學校有掌控權的千金小姐，曾拜託父親為打倒小姬讓大地帝轉入學校。她表面上討厭小姬與背上的火箭，事實上在心中還是很關心小姬。在故事接近尾聲時要去澳洲留學2年，急轉直下取消了行程。最終回後述和高山結婚，老婆當家。
高山浩行
16歲。6月25日出生，巨蟹座，血型A型。2年級。
千里的屬下，自稱皮耶魯學園機械小子。他喜歡發明新奇的武器，對小姬的父親大空大王的研究計畫皆知，並以博士做稱謂表示尊敬。他與古村對小姬是生化改造人感到疑惑，為試圖揭開身份，自行開發製機械獸向小姬宣戰，並證明自己已經超越大空大王而失控，最後在古村的告誡下自我反省。後來他與古村結婚，從此過著懼怕老婆的日子。
瀧則正
15歲。1月15日出生，魔羯座，血型A型。1年級。
他擁有皮耶魯學園打架No.2的實力，是甘悟在入學典禮時認識的打架摯友，特徵是臉上的蓄鬍，魁梧的體格與有見義勇為的行為讓眾多手下仰慕，唯一守條是對女孩子完全不動手，因此常受風紀股長古村的鞭刑，和被剛轉學進來的小帝給負傷（並說有古村的8倍強…）。小姬暱稱叫他小瀧，但叫小姬則以大空同學做稱謂。他與甘悟、小帝一樣不善長唸書。他在最終回不甘學科總成績加起來輸給甘悟2分，決定奮發圖強用功唸書。
水谷留以
17歲。1月29日出生，水瓶座，血型AB型。3年級。
學生會會長。他由於成績優異、成熟穩重及溫和的個性而深受女生們的歡迎，也是古村的暗戀對象。他不知道古村的真面目，不喜歡吃油膩的食物，有一個妹妹。
大地帝
16歲。10月28日出生，天蠍座，血型B型。1年梅班。
皮耶魯學園轉學生。她平常總是穿著直排輪鞋，有超強的跳躍能力，因經常打架而轉學，受為了打倒小姬而拜託父親的古村轉進皮耶魯學園。她與男生打架絕不手下留情，轉入的第一天就打敗甘悟與阿瀧，喜歡可愛的女孩子，其實是女同性戀者，對小姬一見鍾情。校長為確認實力而舉辦比武大會，在與小姬的對決中發揮經高山改造的「坦克直排輪鞋」，自封「坦克直排輪鞋女皇」。她最後被小姬打敗，改採其他方式追小姬。她對體育之外的其它科目並不善長。在故事接近尾聲時父母打算讓小帝再度轉學，她急轉直下繼續留在皮耶魯學園。她在最終回與小姬失戀後將頭髮剪短，改追小海。
平澤雄一
3年級。實家經營空手道道場，有空手道段數的實力。在小姬一個禮拜後要和小帝決鬥而做強化特訓期間，他見到甘悟助人的一面，同意借道場使用。他在《火箭公主》之外的短篇作品也有登場。
船木海
15歲。12月27日出生，魔羯座，血型A型。1年櫻班。
游泳社所屬。因她體質容易中暑，加上個性懦弱膽小，經常受到同學欺壓。對眾人傳聞皆知的甘悟偶然見到她熱心助人的一面，開始有所仰幕。古村為打倒小姬，制造「小姬與甘悟在一起會帶來不幸」的謊言來利用小海。她戴著高山發明的「螺旋槳手環甲型&乙型」向小姬挑戰，後來知道與小姬的關係是一場誤會，在雙方和解下決定努力讓自己變得更有勇氣。她有「螺旋槳女孩」的封號。小小熊對她有戀意，她在最終回看到小小熊會動而嚇到昏倒。在其它故事偶爾使用「螺旋槳手環甲型&乙型」武器來活躍。

### 皮耶魯學園外的登場人物
柴田桂一
與小姬住同間醫院的少年。他某一天從病房脫逃時與小姬邂逅，並成為好朋友。他因為怕手術失敗而受到小姬的激情與鼓勵。但也因桂一鼓起勇氣接受手術的決心，讓小姬萌生要堅強活下去的意念。小姬暱稱叫他「小桂」。他非常喜歡小姬，將來要和小姬結婚。
R-28號／小小熊
小姬的父親製作小小姬之前及小姬取名的小熊外型機器人。它會說關西方言，外表一看是隻可愛的小熊玩偶，其實個性相當好色。它因在小小姬修復期間代替小姬的火箭而在學校引發一陣騷動，最後對小海產生戀情。它在最終回直接向小海告白時把小海嚇昏。
城池勝幸
30歲。他是以偷內褲為職業的忍者，有偷竊內褲13次的前科，被小姬等人整慘後逮捕入監。他的名字來自於與安西親近的作家、小說家及漫畫原作者，中山文十郎的筆名。

## 出版書籍
| 冊數 | 小學館         | 小學館             | 青文出版社    | 青文出版社         |
| 冊數 | 發售日期       | ISBN               | 發售日期      | ISBN               |
| ---- | -------------- | ------------------ | ------------- | ------------------ |
| 1    | 1994年11月18日 | ISBN 4-09-123471-2 | 1998年11月5日 | ISBN 957-595-086-0 |
| 2    | 1995年1月18日  | ISBN 4-09-123472-0 | 1999年1月10日 | ISBN 957-595-129-8 |
| 3    | 1995年4月18日  | ISBN 4-09-123473-9 | 1999年3月25日 | ISBN 957-595-155-7 |